# Pfarrkirche Thernberg

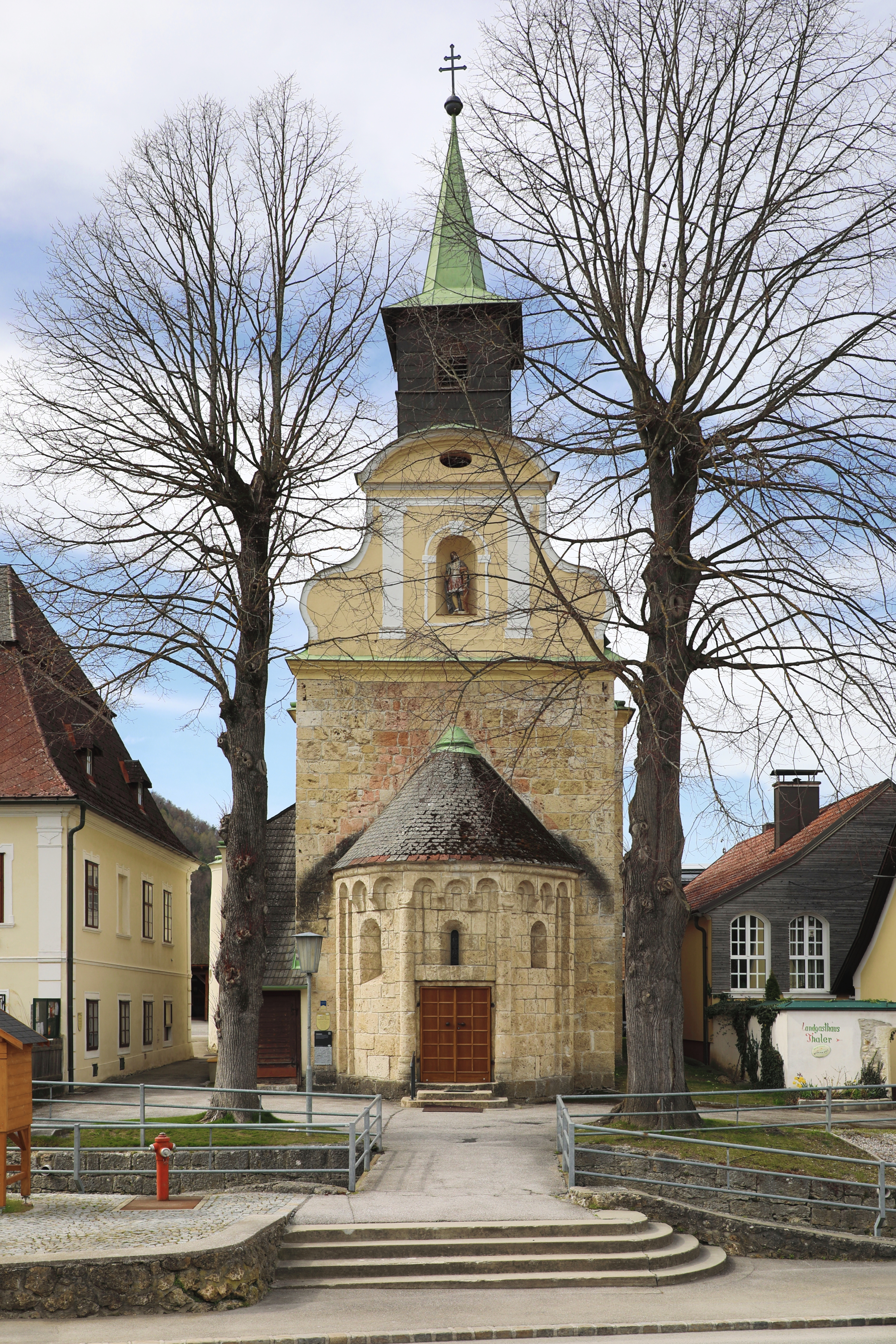
Pfarrkirche Unbefleckte Empfängnis Mariens in Thernberg

Die römisch-katholische Pfarrkirche Thernberg steht in der Ortsmitte von Thernberg in der Marktgemeinde Scheiblingkirchen-Thernberg in Niederösterreich. Die Pfarrkirche Unbefleckte Empfängnis Mariens, dem Stift Reichersberg inkorporiert, gehört zum Dekanat Kirchberg in der Erzdiözese Wien. Die Kirche steht unter Denkmalschutz. 

## Geschichte
Vermutlich wurde um 865 eine Laurentiuskirche bei Thernberg geweiht. Nach 1147 erfolgte eine Weihe durch Erzbischof Eberhard von Salzburg gemeinsam mit der Pfarrkirche Scheiblingkirchen. Das Benefizium lag beim Stift Reichersberg. Im 13. Jahrhundert wurde die Kirche eine Filiale der Pfarrkirche Bromberg. 1782 wurde die Kirche zur Pfarrkirche erhoben und 1783 erneut dem Stift Reichersberg inkorporiert. 1789 erfolgte ein Umbau des Kircheninneren mit einer Umorientierung nach Westen. 1940/1946 wurde das Quadermauerwerk freigelegt. 1977 wurden gotische Wandmalereien freigelegt.

## Architektur
Kirchenäußeres

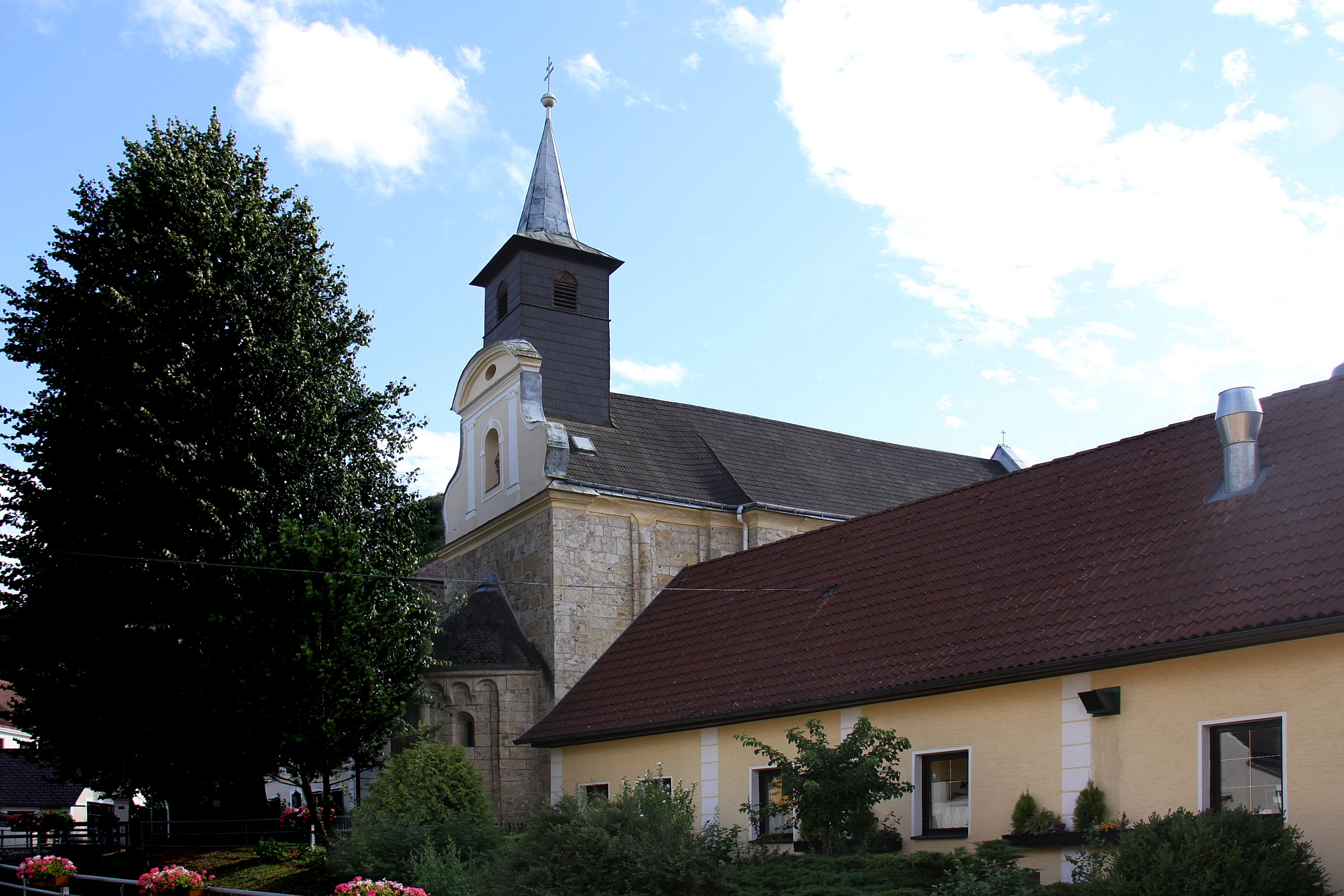
Nordostansicht der Pfarrkirche

Die Pfarrkirche und der Pfarrhof stehen westlich und bilden mit dem gegenüberliegenden östlich stehenden ehemaligen Gutshof einen Dreieckplatz, wobei ein Zubringerbach zum Schlattenbach bemerkenswert als offenes Gerinne erhalten ist, welches zum Hauptportal mit einer vierstufigen Treppe und Brücke überquert wird. Der einheitliche romanische Quaderbau aus der Mitte des 12. Jahrhunderts zeigt sich unverputzt. Das Langhaus, das Chorquadrat und die stark eingezogene Apsis zeigen EckLisenen und Lisenenhalbsäulen auf hohen Basen vor flachen Wandvorlagen. Die ehemaligen schmalen romanischen Rundbogenfenster in Trichterlaibungen wurden vermauert und als Figurennischen verwendet und daneben spätbarocke Segmentbogenfenster eingesetzt. Bei der Apsis sind die romanischen Fenster erhalten. Die Apsis hat ein plastisches zweifach gestuftes Rundbogenfries auf konkaven Konsolen mit zwei Würfelkapitellen. Die romanische Mauerkrone ist entfernt, zeigt aber noch eine Spolie mit Schachbrettfries. Seit 1798 befindet sich am Scheitel der Apsis das nach Osten verlegte Hauptportal mit einer Eisenplattenflügeltür. Die Westfassade zeigt einen rundbogigen romanischen Hocheingang. In der Südwand im Bereich des Oratoriums über der Sakristei ist ein fragmentierter romanischer Reliefstein mit Trauben und Ähren. In der Ostfront des Langhauses ist eine Pilastergegliederte Nische mit der Figur hl. Koloman. Die Giebelwände des Langhauses haben im Dachboden in Osten und Westen ein Schartenfenster. In den Langhausnischen befinden sich die Statuen der Heiligen Leopold, Leonhard, Monika und Antonius Eremit von der Bildhauerin Alma Motzko (?) aus den 1930er Jahren. Die Anbauten am Langhaus, im Südwesten die putzbandgegliederte Sakristei unter einem Pultdach, im Südosten ein Emporenaufgang, sind aus dem Ende des 18. Jahrhunderts.
Das Missionskreuz steht auf einem umgedrehten Würfelkapitell als Postament, das in der Mitte des 12. Jahrhunderts entstand.
Kircheninneres
An das hohe zweijochige romanische Langhaus schließt ein eingezogenes tonnengewölbten Vorjoch an zu einem wiederum eingezogenen Chorquadrat mit einer nicht eingezogen niedrigeren Apsis. 1798 wurde das Hauptportal in die Apsis verlegt und in das Chorquadrat eine Empore mit einer vorschwingenden Brüstung eingebaut. Das östliche Langhausjoch hat heute eine Flachdecke und zeigt in einem schlichten Stuckspiegel ein Relief Auge Gottes. Das westliche Langhausjoch zeigt ein steiles gekreuztes Bandrippengewölbe aus Keilsteinen über eingestellten Dreiviertelsäulen an Ecklisenen mit glatten Würfelkapitellen. Es gibt Kämpferrelief, das einen Vogel mit einem Blatt zeigt, ein Eckkapitell mit Voluten mit Blatt und einen Flechtbandkämpfer. Das westliche und östliche Langhausjoch sind mit einem stark einschnürenden Gurtbogen eingeschnürt, wobei im Ostjoch die romanischen Vorlagen teils erhalten sind. In der Südwand des Westjoches befindet sich der ehemalige romanische stark beschädigte Haupteingang mit Würfelkapitellen, welcher nun den Zugang zur im Ende des 18. Jahrhunderts angebauten Sakristei bildet. In der Nordwand des Westjoches ist der ehemalige Aufgang zum Dachboden als Rechteckportal.
Die Wandmalereien in zwei Entstehungsphasen um 1300 und um 1400 wurden 1977 freigelegt und sind nur noch in Restbeständen vorhanden. Die Langhausnordwand zeigt mit vier Bildfeldern die figurale Darstellung Verkündigung als thronende und stehende Figur und am Gurtbogen 10 Medaillons mit Tieren und Fabelwesen und im Apsisbereich Fragmente von Figuren, Rahmen, Schablonierung und Marmorierung. An der Südwand am westlichen Joch im Dachboden der Sakristei befindet sich die monumentale spätmittelalterliche Darstellung des hl. Christophorus.
Die Glasmalereien zeigen die Heilige Familie und die Heiligen Josef, Antonius und Aloysius.

## Ausstattung
Der barocke Hochaltar wurde 1754 für die ehemalige Altöttinger Kapelle der Pfarrkirche Edlitz erbaut und 1785 hierher übertragen. Der Altar als mit Voluten und Säulen gerahmtes breites Retabel trägt die Statuen Bernhard und Franziskus aus der Bauzeit. Die zentrale Nischenfigur Maria mit Kind ist spätgotisch um 1450. Das nachbarocke Lünettenbild Gottvater als Weltenschöpfer – gestiftet von Erzherzog Johann von Österreich – aus dem 1. Viertel des 19. Jahrhunderts malte der Maler Karl Ruß. Der sarkophagförmige Altartisch und der Tabernakel entstand 1935 nach einem Entwurf des Architekten und Dombaumeisters Karl Holey. Die schlichte Kanzel entstand um 1800. Zwei weitere Tafelbilder Taufe Christi und Maria Immaculata sind vom Maler Karl Ruß. Eine Messingplatte an einer Kirchenbank erinnert an den Kirchenbesuch von Kaiser Franz I. im Jahre 1811. In der Sakristei befindet sich ein bemerkenswertes secessionsistisches Lavabo signiert mit Georg Klimt und Karl Holey aus dem 1. Viertel des 20. Jahrhunderts. Es gibt bemerkenswerte Rotmarmorgrabsteine aus dem 16. Jahrhundert.
Die Orgel aus 1922 mit 7 Registern wurde von Gebrüder Mauracher gebaut.
Es gibt eine Glocke aus 1656. Eine Glocke goss Christof Packendorff (1756).